# Gitarą i piórem 3
Gitarą i piórem 3 – trzeci z serii albumów muzycznych powiązanych z audycją radiową „Gitarą i piórem” Janusza Deblessema oraz z festiwalem o tej samej nazwie poświęconych poezji śpiewanej i piosence autorskiej. Płyta ukazała się 4 grudnia 2006 nakładem Polskiego Radia.
W 2006 roku audycja „Gitarą i piórem” obchodziła swoje 20-lecie – jej pierwsza emisja odbyła się 26 września 1986. Niniejszy album jest jedną z form uczczenia tego jubileuszu. W niedzielę 3 grudnia 2006, w studiu im. Agnieszki Osieckiej odbył się koncert z okazji 20-lecia audycji i premiery płyty Gitarą i piórem 3. Wydarzenie było transmitowane na żywo na antenie Programu 3 Polskiego Radia. Na Trójkowej scenie wystąpili wtedy: zespół Czerwony Tulipan, Mirosław Czyżykiewicz, Basia Stępniak-Wilk, Ryszard Leoszewski, Jacek Kleyff, Ilona Sojda, Wojciech Jarociński, Tomasz Wachnowski, Mirosław Hrynkiewicz i zespół Galicja.

Z okazji 20-lecia audycji „Gitarą i piórem” składam artystom i słuchaczom podziękowania za wszystkie wspólnie nieprzespane noce.

Wybór materiału i opracowanie: Janusz Deblessem. W momencie ukazania się albumu, niektóre z zamieszonych na nim piosenek nie były nigdzie wcześniej wydane. Album zamykają trzy dodatkowe utwory w wykonaniu Jacka Kleyffa, w tym dwa monologi.

## Lista utworów
| 01. | „Latarnik Jan” – Dzidka Muzolf sł. i muz. Dzidka Muzolf                                                                        | 4:20    |
|     | |         |
| 02. | „Odezwa do Małgosi” – Czerwony Tulipan sł. Artur Andrus, muz. Stefan Brzozowski                                                | 4:10    |
|     | |         |
| 03. | „Szczególnie przytulnie” – Magda Marchowska sł. Waldemar Chyliński, muz. Grzegorz Marchowski                                   | 2:39    |
|     | |         |
| 04. | „Niebieska piosenka” – Grzegorz Tomczak sł. i muz. Grzegorz Tomczak                                                            | 2:56    |
|     | |         |
| 05. | „Naszej przestrzeni” – Iwona Loranc sł. i muz. Tomasz Wachnowski                                                               | 4:20    |
|     | |         |
| 06. | „Szkoda, że cię tu nie ma...” – Mirosław Czyżykiewicz sł. Iosif Brodski, tłum. Stanisław Barańczak, muz. Mirosław Czyżykiewicz | 3:32    |
|     | |         |
| 07. | „Magnolie” – Basia Stępniak-Wilk sł. i muz. Basia Stępniak-Wilk                                                                | 3:15    |
|     | |         |
| 08. | „Kay i Gerda” – Robert Kasprzycki sł. i muz. Robert Kasprzycki                                                                 | 3:58    |
|     | |         |
| 09. | „Śpij” – Miłka & Jacaszek sł. Miłka Malzahn, muz. Michał Jacaszek                                                              | 3:32    |
|     | |         |
| 10. | „U Tereski Zajęczycy” – Andrzej Garczarek sł. i muz. Andrzej Garczarek                                                         | 4:22    |
|     | |         |
| 11. | „Źródło” – Jacek Kleyff sł. i muz. Jacek Kleyff                                                                                | 6:17    |
|     | |         |
| 12. | „Kraj odwrócony” – Krzysztof Myszkowski & The Gruz Brothers Band sł. Jan Rybowicz, muz. Krzysztof Myszkowski                   | 2:25    |
|     | |         |
| 13. | „Ballada o powstaniu Solidarności” – Mirosław Hrynkiewicz sł. i muz. Mirosław Hrynkiewicz                                      | 3:47    |
|     | |         |
| 14. | „Dydaktyka” – Marek Tercz sł. i muz. Marek Tercz                                                                               | 2:50    |
|     | |         |
| 15. | „Konfesjonał” – Jacek Kaczmarski sł. i muz. Jacek Kaczmarski                                                                   | 3:29    |
|     | |         |
| 16. | „Ta wędrówka nasza” – Jan Kanty Pawluśkiewicz sł. Leszek Aleksander Moczulski, muz. Jan Kanty Pawluśkiewicz                    | 4:36    |
|     | |         |
| 17. | „Eldorado” – Wojciech Jarociński sł. Edgar Allan Poe, tł. Stanisław Barańczak, muz. Wojciech Jarociński                        | 3:29    |
|     | |         |
| 18. | „Naftalinowy świat” – Pod Budą sł. Andrzej Sikorowski, muz. Jan Hnatowicz                                                      | 3:54    |
|     | |         |
| 19. | „Czyści jak łza” – Czyści jak Łza sł. Marek Markiewicz, muz. Jaromir Wroniszewski                                              | 3:08    |
|     | |         |
| 20. | „Zwyczajna kołysanka” – Ryszard Leoszewski i Arfik sł. Kornelia i Ryszard Leoszewscy, muz. Ryszard Leoszewski                  | 2:42    |
|     | |         |
| 21. | „Nie idźmy jeszcze spać” – Grzegorz Turnau sł. Julia Hartwig, muz. Grzegorz Turnau                                             | 1:56    |
|     | |         |
| 22. | „Monolog »Balladzista«” – Jacek Kleyff sł. Jacek Kleyff                                                                        | 0:21    |
|     | |         |
| 23. | „Trzej sponsorzy” – Jacek Kleyff sł. i muz. Jacek Kleyff                                                                       | 2:10    |
|     | |         |
| 24. | „Monolog »Mówca«” – Jacek Kleyff sł. Jacek Kleyff                                                                              | 0:45    |
|     | |         |
|     | | 1:18:53 |
|     | |         |